# Француска Полинезија на Светском првенству у атлетици у дворани 2016.
Француска Полинезија је учествовала на 16. Светском првенству у атлетици у дворани 2016. одржаном у Портланду од 17. до 20. марта. Репрезентацију Француске Полинезије на њеном шестом учествовању на светским првенствима у дворани представљао је један атлетичар који се такмичио у трци на 60 метара препоне.,
На овом првенству такмичар Француске Полинезије није освојио ниједну медаљу нити је остварио неки резултат.

## Учесници
Мушкарци:
- Namataiki Tevenino — 60 м препоне

## Резултати

### Мушкарци
| Атлетичар          | Дисциплина   | Лични рекорд | Квалификације | Квалификације | Полуфинале           | Полуфинале           | Финале               | Финале       | Детаљи |
| Атлетичар          | Дисциплина   | Лични рекорд | Резултат      | Место         | Резултат             | Место                | Резултат             | Место        | Детаљи |
| ------------------ | ------------ | ------------ | ------------- | ------------- | -------------------- | -------------------- | -------------------- | ------------ | ------ |
| Namataiki Tevenino | 60 м препоне | 8,53         | 8,84          | 4. у гр. 7    | Није се квалификовао | Није се квалификовао | Није се квалификовао | 27 / 27 (28) |        |